# Sulfuro de litio
El sulfuro de litio es un compuesto inorgánico cuya fórmula es Li2S. Su estructura cristalina se corresponde con un modelo de estructura antifluorita, un modelo cúbico centrado en caras en el que el anión S2− ocupa los vértices y centros de las caras y el ion Li+ se sitúa en los huecos intersticiales. El aspecto físico es el de un sólido pulverulento deliquescente de color amarillento. En presencia de aire, se hidroliza fácilmente para desprender ácido sulfhídrico (olor a huevo podrido).

## Preparación
El sulfuro de litio se obtiene mediante la reacción del litio con el azufre, la cual se lleva a cabo convenientemente en amoníaco anhidro.
{\displaystyle {\ce {2Li + S -> Li2S}}}
El aducto trietilborano del sulfuro de litio puede obtenerse usando superhidruro.

## Aplicaciones
El sulfuro de litio se ha considerado para ser utilizado en baterías de litio-sulfuro.